# William Granger Johnson
Pour les articles homonymes, voir Johnson.
William Granger Johnson, dit Tui Johnson, né à Suva le 28 juillet 1900 et mort en Australie en novembre 1978,  est un homme d'affaires et homme politique fidjien.

## Biographie
Il est le fils d'un Canadien établi en Australie comme ouvrier d'une usine de fabrication de cigares puis envoyé travailler pour l'entreprise aux Fidji, colonie britannique. Premier enfant d'ascendence européenne dans la région de Tavua (qui n'est pas encore une ville), il grandit parmi les Fidjiens autochtones et durant sa jeunesse est surnommé affectueusement « Tui Tavua », le « chef de Tavua » en fidjien, surnom qu'il conservera toute sa vie,. Sergent dans les forces armées fidjiennes dans les années 1930, il travaille dans le même temps dans la gestion d'entreprises, et devient à terme président et directeur général d'un ensemble d'entreprises aux Fidji appartenant à un homme d'affaires australien ; il en prend sa retraite en juin 1970, peu avant son 70e anniversaire,.
Il est nommé représentant euro-fidjien au Conseil législatif des Fidji en août 1944, et y siège de 1944 à 1947 puis de 1953 à 1959,. Ayant pris sa retraite en Australie, il y meurt à l'âge de 78 ans.